# Agence nationale des fréquences
L'agence nationale des fréquences (ANFR) est, en France, un établissement public à caractère administratif créé le 1er janvier 1997, avec pour mission d'assurer la planification, la gestion et le contrôle de l'utilisation, y compris privative, du domaine public des fréquences radioélectriques sous réserve de l'application de l'article L. 41 du code des postes et des communications électroniques, ainsi que des compétences des administrations et autorités affectataires de fréquences radioélectriques. Son budget est imputé sur le programme budgétaire 134 « Développement des entreprises et du tourisme », du ministère chargé de l’Économie et des Finances.

## Missions
Elle coordonne l'implantation sur le territoire national des stations radioélectriques de toute nature afin d'assurer la meilleure utilisation des sites disponibles et veille au respect des valeurs limites d'exposition du public aux champs électromagnétiques prévues à l'article L. 34-9-1 du code. À cet effet, les décisions d'implantation ne peuvent être prises qu'avec son accord (par le passage en commission consultative des sites et servitudes, COMSIS) ou, lorsqu'elles relèvent de la compétence de l’Autorité de régulation de la communication audiovisuelle et numérique (ARCOM), qu'après son avis. L’autorité est tenue par cet avis lorsqu'il est fondé sur un motif tiré du respect des valeurs limites d'exposition.
En août 2008, l'ANFR dénombrait en France 119 250 antennes-relais de toutes sortes.
En janvier 2012, 157 000 installations sont autorisées sur le territoire métropolitain. Ce chiffre :
- ne prend pas en compte les émetteurs du ministère de la Défense, de l'aviation civile ou du ministère de l'Intérieur ;
- intègre les 52 600 installations de radiotéléphonie utilisant du GSM 900 ou 1800, 47 600 installations utilisant de l'UMTS et 1 300 installations de base WiMAX[6].

Le 1er avril 2014, 14 293 sites ont été autorisés pour des antennes de téléphonie mobile très haut débit (4G) tous opérateurs confondus[réf. nécessaire].
En avril 2015, l'ANFR met à disposition de tous sous licence ouverte ses données sur les installations radioélectriques de plus de 5 watts.
Elle assure notamment la répartition des fréquences allouées aux opérateurs publics comme privés. Elle publie un document, accessible au public, de répartition des fréquences sur le territoire national (y compris dans les DROM-COM).
Elle délivre le certificat restreint de radiotéléphoniste (CRR), une habilitation que doit posséder tout utilisateur pour manœuvrer les stations radiotéléphoniques dans les contextes de navigation maritime, fluviale ou aéronautique.

## Organisation et gouvernance
L'agence est placée auprès du ministre chargé des communications électroniques.
Elle est administrée par un conseil d'administration de dix-huit membres comportant six personnalités choisies en raison de leur compétence, dont le président ; dix représentants de divers ministères, ainsi qu'un représentant de l’Autorité de régulation de la communication audiovisuelle et numérique et un représentant de l'Autorité de régulation des communications électroniques et des postes.
La présidente du conseil d'administration est Caroline Laurent depuis le 6 mai 2022.
Le directeur général est nommé par décret, après avis du président du conseil d'administration.

## Annexe